# Mirpur Mathelo
Mirpur Mathelo (Urdu میرپور ماتھیلو) ist eine Stadt innerhalb des Distrikts Ghotki in der Provinz Sindh in Pakistan. Die Stadt befindet sich im Norden von Sindh.

## Bevölkerungsentwicklung
| Zensusjahr | Einwohnerzahl |
| ---------- | ------------- |
| 1972       | 13.517        |
| 1981       | 21.241        |
| 1998       | 42.421        |
| 2017       | 100.760       |